# Joan Sutherland

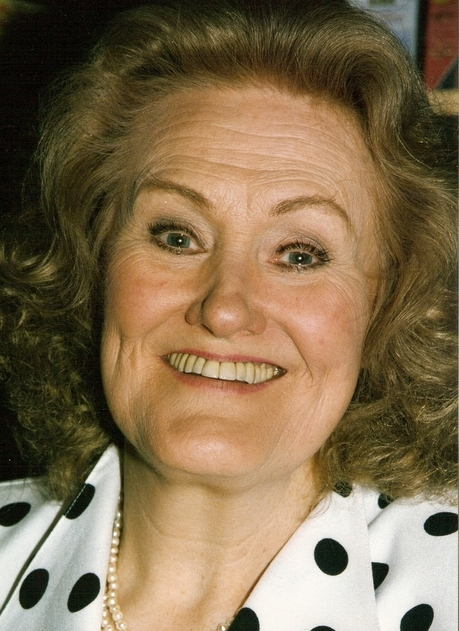
Joan Sutherland în 1990

Dame Joan Alston Sutherland DBE, AC, OM (n. 7 noiembrie 1926, Sydney, Noul Wales de Sud — 10 octombrie 2010, Montreux, Elveția) a fost o soprană australiană, una dintre marile voci ale operei secolului XX.